# Fischer-Boretzki FiBo 2
Die Fischer-Boretzki FiBo 2 ist ein Segelflugzeug mit Vorrüstung für eine spätere Motoraufnahme, das von Hanno Fischer Anfang der 1950er Jahre entwickelt wurde. Der FiBo 2 ist der erste Flugzeugentwurf von Hanno Fischer und gilt als Ausgangsmuster für eine Entwicklungskette, die über den späteren RW-3 in den 1970er Jahren zum RFB Fanliner und RFB Fantrainer führte.

## Geschichte
Hanno Fischer schloss Anfang der fünfziger Jahre seine Technikerausbildung ab. Als die alliierten Militärbehörden am 19. Juni 1951 das Kontrollgesetz Nr. 24 außer Kraft setzten, das bis dahin in Deutschland jegliche Segelflug-Aktivitäten untersagte, fassten Hanno Fischer und Toni Boretzki den Entschluss zum Bau eines eigenen Segelflugzeugs. Hanno Fischer übernahm die technische Entwicklung des Entwurfs, während der frühere Schreiner Toni Boretzki die Produktion des Prototyps betreiben sollte. Zunächst erprobte Fischer seinen Entwurf anhand eines Flugmodells. Die Erkenntnisse aus den Flugversuchen führten zu einer grundsätzlichen Überarbeitung des Entwurfs. Der zweite Entwurf erhielt daraufhin die Bezeichnung Fischer-Boretzki FiBo 2. Der Bau des FiBo 2-Prototyps begann im Winter 1951/52 in der Garage von Hanno Fischer in Westhoven bei Köln. Mit größer werdenden Baugruppen verlagerte sich der Bau schließlich auf die Straße vor Fischers Haus.

## Konstruktion
Die Auslegung des zunächst einsitzigen Flugzeugs erfolgte als Schulterdecker mit einem T-Leitwerk. Im Gegensatz zu den meisten in dieser Zeit entstehenden Holz-Segelflugzeug-Entwürfen erhielt die Fischer-Boretzki FiBo einen Metallrohrrahmen und Metallflügel und trotz des nach wie vor bestehenden Bauverbots für Motorflugzeuge in Deutschland legte Fischer die offiziell als Segelflugzeug deklarierte Maschine von vornherein für eine spätere Motornachrüstung aus. Dazu sah Fischer in dem hochgezogenen T-Leitwerk einen Spalt vor, in dem ein senkrecht arretierbarer Zweiblatt-Propeller angeordnet wurde, der über eine Fernwelle von einem später nachzurüstenden Motor angetrieben werden konnte. Für die Aufnahme des Motors sah Fischer einen Raum hinter der Kabine vor, den er offiziell als Gepäckraum bezeichnete.
Zum Test der Fernwellenantriebs baute Fischer einen 15-PS-DKW-Motorrad-Motor für den Antrieb der Fernwelle um. Bei Einbau des Motors in die als Segelflugzeug ausgelegte FiBo 2 mussten in der Kabine Sandsäcke als Gegengewichte aufgenommen werden. Erst der spätere FiBo 2a wurde für eine permanente Motoraufnahme ohne Gegengewichte konzipiert.
Am 16. Januar 1952 reichte Hanno Fischer sein erstes Patent auf den Entwurf der FiBo 2 unter der Bezeichnung „Segelflugzeug mit im Rumpf eingebautem Hilfstriebwerk“ beim Deutschen Patentamt ein. Nach Freigabe des Motorflugs in Deutschland wurde das Patent im Januar 1956 unter der Nummer DE937744C erteilt.

## Produktion und Logistik
Die Herstellung des Rumpfrohrgerüsts erfolgte mit den Mitteln der Garagenwerkstatt Fischers. Die Herstellung des aufwendigen und großen Tragflügels vergab Fischer an die Vereinigten Aluminiumwerke Ristau, Pieper & Co. in Lüdenscheid. Die Montage der FiBo-2-Baugruppen erfolgte auf der offenen Straße in Westhoven.
Die Montage des DKW-Motors im Gepäckraum des FiBo 2 verstieß gegen das Alliierte Kontrollratsgesetz über das Verbot des Motorflugs in Deutschland. Mehrfach wurden die englischen Militärbehörden auf Fischer aufmerksam, allerdings gelang es Fischer stets, vor Razzien der Militärbehörden den Motor rechtzeitig auszubauen und zu verstecken und damit die Beschlagnahmung und Zerstörung der FiBo 2 zu verhindern.
Der Prototyp des FiBo 2 wurde Anfang 1953 fertiggestellt. Das Flugzeug wurde auf den Namen „Ostwind“ getauft. Da Fischer die Erprobung des Motors direkt beim Erstflug vornehmen wollte, schieden die überwachten Flugplätze im Kölner Raum für den Erstflug aus. Fischer wich daher auf das 1953 noch gesperrte Teilstück der heutigen Autobahn A4 zwischen Gremberg und der noch zerstörten Rodenkirchener Rheinbrücke aus. Da der DKW-Motor für einen Start des FiBo 2 nicht ausreichte, erfolgte der Start im Schlepp eines Autos. Erst in der Luft schaltete Fischer den Motor zu. Vermutlich handelte es sich bei diesem Erstflug der FiBo 2 um den ersten Motorflug eines deutschen Flugzeugs nach dem Zweiten Weltkrieg. Zumindest aber gehörte die FiBo 2 neben der HD 53 von Heini Dittmar zu den beiden ersten „illegalen“ Motorflugzeugen in Deutschland.
Der erste Alleinstart des FiBo 2 erfolgte nach der Umrüstung auf einen DKW-Zweitakt-Motor mit 30 PS im Frühjahr 1953 auf der Ringstraße des stillgelegten Luftwaffen-Flugplatzes in Köln-Ostheim. Nachdem Fischer mehrfach bei seinen Flugversuchen von der Militärpolizei überrascht wurde, stellte er die Flugversuche mit der FiBo 2 im Sommer 1953 ein.

## Versionen
- FiBo 1 – Flugmodell des ersten FiBo-Entwurfs (1952)
- FiBo 2 – einsitziges Segelflugzeug mit optionalem 15-PS-DKW-Motor (Januar 1953)
- FiBo 2 – Umbau auf optionalen 30-PS-DKW-Zweitakt-Motor (Frühjahr 1953)
- FiBo 2a – zweisitziger Motorsegler mit veränderter Schwerpunktlage (Herbst 1953)

## Modifizierungen
Durch die Flugversuche wurde Bernhard Schulze-Wilmert 1953 auf den FiBo 2 von Hanno Fischer aufmerksam. Er war an einer Vermarktung des Flugzeugs interessiert, hielt aber eine einsitzige Variante für unverkäuflich. Da sich inzwischen auch die Öffnung des Motorflugs in Deutschland andeutete, sollte der weiterentwickelte FiBo 2a nicht mehr als Segelflugzeug, sondern gleich als Motorsegler mit permanenter Motorausrüstung konzipiert werden. Basierend auf der FiBo 2 verlängerte Hanno Fischer den Kabinenbereich nach vorn und ordnete zwei Sitze hintereinander in der Kabine an. Gleichzeitig wurde damit der Schwerpunkt soweit verlagert, dass das Motorgewicht im hinter der Kabine liegenden Motorraum ausgeglichen wurde. Der Umbau des FiBo 2 wurde von Bernhard Schulze-Wilmert finanziert. Er begann im August 1953.

## Nutzung
Die FiBo 2 wurde von Hanno Fischer ausschließlich zur Erprobung der verwendeten Technologien verwendet. Die erste öffentliche Vorführung erfolgte im August 1954 während des Segelflugtages in Bonn-Hangelar. Danach wurde das Flugzeug eingelagert.

## Verkaufszahlen / Bestellungen und Auslieferungen
Die Vereinigten Aluminiumwerke Ristau waren im Herbst 1953 an der Aufnahme einer Lizenzfertigung der weiterentwickelten FiBo 2a interessiert. Bis zur Aufhebung des Bauverbots für Motorflugzeuge sollte das Flugzeug als Segelflugzeug mit späterer Aufrüstfunktion als Motorsegler vermarktet werden. Bernhard Schulze-Wilmert und Hanno Fischer sollten über einen Lizenzvertrag an den Verkaufserlösen beteiligt werden. Als die FiBo 2a im Winter 1953/54 bei einer Inspektion durch die englischen Militärbehörden in den Vereinigten Aluminiumwerken entdeckt wurde, untersagten die Behörden den Werken allerdings jegliche weitere Betätigung im Flugzeugbau. Damit endeten 1954 die Vermarktungsbemühungen für die FiBo 2a.

## Technische Daten
| Kenngröße             | FiBo 2    | FiBo 2a   |
| --------------------- | --------- | --------- |
| Besatzung             | 1         | 1         |
| Passagiere            | –         | 1         |
| Länge                 |           | 6,80 m    |
| Spannweite            | 13,90 m   | 13,90 m   |
| Höhe                  |           | 2,15 m    |
| Flügelfläche          |           | 16,70 m²  |
| Flügelstreckung       |           |           |
| Gleitzahl             |           | 21        |
| Geringstes Sinken     |           | 0,85 m/s  |
| Nutzlast              |           | 200 kg    |
| Leermasse             |           | 200 kg    |
| max. Startmasse       | 300 kg    | 400 kg    |
| Reisegeschwindigkeit  |           |           |
| Höchstgeschwindigkeit |           | 135 km/h  |
| Dienstgipfelhöhe      |           |           |
| Reichweite            |           |           |
| Triebwerke            | 30 PS DKW | 30 PS DKW |

## Verbleib
Der FiBo 2 blieb ein Einzelstück. Der Prototyp wurde später an einen Privatmann verkauft, der eine Weiterentwicklung der FiBo beabsichtigte. Hierüber ist aber nichts mehr bekannt geworden. Vermutlich wurde das Flugzeug später verschrottet.

## Trivia
- vermutlich erstes Motorflugzeug der Bundesrepublik Deutschland

## Vergleichbare Typen
- Dittmar H.D. 53 Möwe
- Horten Ho 33

## Verwandte Entwicklungen
- Rhein-Westflug RWF RW-3